# Scottsburg, Indiana
Scottsburg este o localitate, municipalitate și sediul comitatului Scott, statul Indiana, Statele Unite ale Americii.